# Temple Emanu-El (Florida)
El Temple Emanu-El (en anglès: Temple Emanu-El) és una sinagoga històrica situada en el districte de South Beach de Miami Beach, Florida, Estats Units. És la més gran i antiga congregació conservadora a Miami Beach. El santuari original va ser construït en 1947 com el «centre jueu de Miami Beach» amb un cost de $1 milió de dòlars, amb un gran saló de ball que es va acabar en 1966. És considerada com una de les sinagogues més belles dels Estats Units amb un impressionant estil romà d'Orient i morisc, amb un edifici de rotonda i una cúpula d'alumini de més de deu pisos d'alçada.